# Serixia albopleura
Serixia albopleura là một loài bọ cánh cứng trong họ Cerambycidae.